# Walter Ackermann (Schriftsteller)

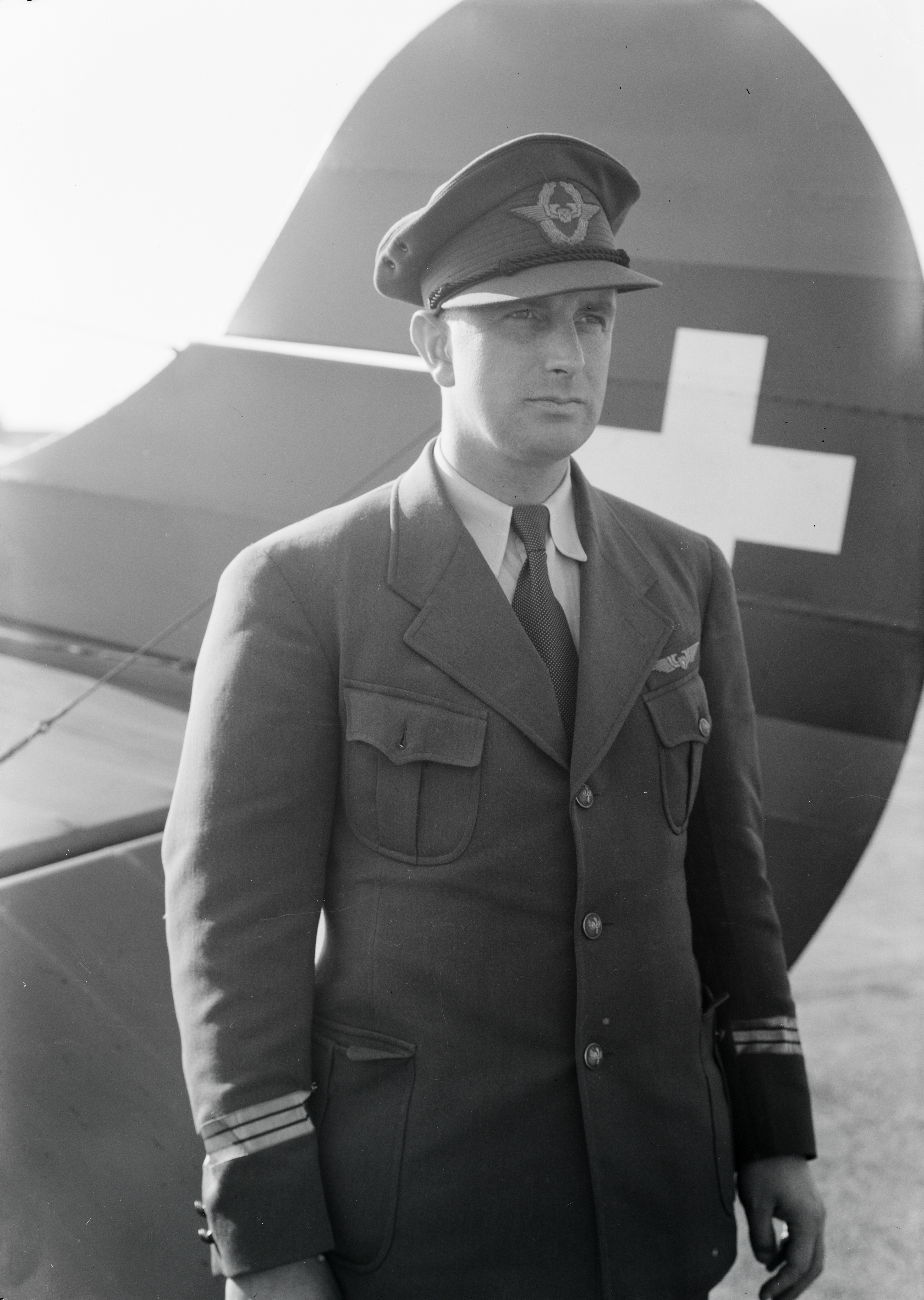
Walter Ackermann, ca. 1935

Walter Ackermann vor einer Nieuport «Bebe» (höchstwahrscheinlich Nieuport N-28 C-1) in Dübendorf, 1920er Jahren

Walter Ackermann (* 19. April 1903 in Zürich; † 20. Juli 1939 in Konstanz) war ein Schweizer Pilot und Schriftsteller.

## Leben
Walter Ackermann wuchs in Zürich auf. Schon als Gymnasiast wollte er Schriftsteller werden, gab diesen Wunsch aber nach einer Begegnung mit James Joyce, dem Vater eines Mitschülers, auf. Die Dauer der Arbeit an einem Buch und die Frage der Finanzierung sollen ihn zunächst von einer schriftstellerischen Tätigkeit abgebracht haben. Er entwickelte früh eine Begeisterung für die Segelfliegerei, machte 1927 bei der Schweizer Luftwaffe den Pilotenschein und schlug eine Laufbahn als Verkehrsflieger ein. Ab 1931 flog er für die Schweizer Fluggesellschaft Swissair. Daneben war er seit 1924 Chefredakteur der Zeitschrift Motor. In den Dreißigerjahren veröffentlichte er ein Sachbuch, ein Jugendbuch sowie einen Briefroman; alle Werke sind von seiner Flugleidenschaft geprägt.
Ackermann kam ums Leben, als seine Maschine beim Landeanflug auf den Flugplatz Konstanz abstürzte.

## Werke
- Bordbuch eines Verkehrsfliegers, Zürich 1934
- Flug mit Elisabeth, Zürich 1936
- Fliegt mit!, Zürich 1937
- „Flug mit Elisabeth“ und andere Aviatica; Verlag Huber, Zürich; 2. Aufl. 2007; ISBN 978-3-7193-1179-7